# Polynôme à valeurs entières
En mathématiques, un polynôme à valeurs entières P(t) est un polynôme qui prend une valeur entière P(n) pour chaque entier n. Tout polynôme à coefficients entiers est à valeurs entières mais la réciproque est fausse : par exemple le polynôme t(t + 1)/2, qui donne les nombres triangulaires, renvoie des valeurs entières lorsque t = n est un entier. C'est parce que l'un des deux nombres n ou n + 1 est nécessairement pair.

## Structure
En fait, les polynômes à valeurs entières peuvent être décrits complètement. On démontre en effet, par la méthode des différences finies, que tout polynôme à valeurs entières est (de façon évidemment unique) combinaison linéaire à coefficients entiers des polynômes
Pk(t) = t(t − 1) … (t − k + 1)/k!
pour k = 0, 1, 2… autrement dit : le coefficient binomial généralisé {\displaystyle \textstyle {t \choose k}}, aussi appelé polynôme de Hilbert.
Les polynômes à valeurs entières forment donc un sous-anneau de l'anneau ℚ[t] des polynômes à coefficients rationnels, et leur groupe additif est abélien libre.
Bien que ce sous-anneau soit de construction simple (avec sa ℤ-base formée par les polynômes Pk), il possède des propriétés assez atypiques (ce qui le rend bon candidat pour être source d'exemples et de contre-exemples) : 
- anneau non noethérien (lorsque k est un nombre premier, le polynôme Pk n'appartient pas à l'idéal engendré par les polynômes d'indices inférieurs P1, … ,Pk – 1) ;
- tout élément de la forme Pk(t) + R(t) avec deg(R(t)) < k est un élément irréductible (k ≥ 1) ;
- en particulier, Pk(t) est un élément irréductible non premier (k ≥ 1) ;
- anneau intègre de Prüfer (tout idéal de type fini est localement principal) ;
- anneau dénombrable, mais dont le spectre maximal est non dénombrable ;
- anneau de dimension de Krull 2 ;
- ses idéaux de type fini non nuls sont inversibles et engendrés par au plus deux éléments.

## Diviseurs fixes
Nous appellerons « diviseur fixe » de P tout entier d qui divise tous les P(k) quand k parcourt les entiers. Il suffit pour cela que d divise les P(k) quand k parcourt {0, 1, … , deg(P)}, puisque ces nombres ont même PGCD que les coordonnées de P dans la  ℤ-base canonique ci-dessus.
Par exemple, les polynômes P à coefficients entiers qui ne prennent que des valeurs paires sont juste ceux tels que P/2 est à valeurs entières. Ceux-ci sont à leur tour ceux exprimés comme combinaisons linéaires de polynômes de base, avec des coefficients pairs.
Un autre exemple est le polynôme t(t2 + 2) : il ne prend, sur les entiers, que des valeurs multiples de 3, puisqu'il s'écrit aussi t(t + 1)(t – 1) + 3t, ou encore : 3(P1 + 2P2 + 2P3).
Dans les questions de théorie des nombres sur les nombres premiers, telles que l'hypothèse H de Schinzel et la conjecture de Bateman-Horn, il est important de comprendre avant tout le cas où le plus grand diviseur fixe de P est 1 ou, ce qui est équivalent, les coordonnées de P dans la ℤ-base sont premières entre elles (ceci a été appelé la propriété de Bouniakovski[réf. nécessaire], en l'honneur de Viktor Bouniakovski).